# Arctic Race of Norway 2019
L'Arctic Race of Norway 2019, 7a edició de l'Arctic Race of Norway, es disputà entre el 15 i el 17 d'agost de 2019 sobre un recorregut de 687 km repartits quatre etapes. L'inici de la cursa va tenir lloc a Å, mentre el final fou a Narvik. La cursa formava part del calendari de l'UCI Europa Tour 2019, amb una categoria 2.HC.
El vencedor final fou el kazakh Alexei Lutsenko (Astana Qazaqstan Team). L'acompanyaren al podi el francès Warren Barguil (Arkéa-Samsic) i el letó Krists Neilands (Israel Cycling Academy).

## Equips
L'organització convidà a prendre part en la cursa a quatre equips UCI WorldTeams, tretze equips continentals professionals i tres equips continentals:
| WorldTeams (4)- Astana - Dimension Data - Katusha-Alpecin - Team Jumbo-Visma Equips continentals professionals (13)- Cofidis, Solutions Crédits - Arkéa-Samsic - Total Direct Énergie - Wanty-Groupe Gobert - Riwal Readynez - Euskadi Basque Country-Murias - Israel Cycling Academy - Vital Concept-B&B Hotels - Rally UHC Cycling - Sport Vlaanderen-Baloise - Delko-Marseille Provence - Wallonie Bruxelles - Corendon-Circus Equips continentals (3)- Joker Fuel of Norway - Coop - Uno-X Norwegian Development |
| |

## Etapes
| Etapa    | Data      | Ciutats d'etapa       | type                    | Distància (km) | Vencedor de l'etapa  | Líder de la general  |
| -------- | --------- | --------------------- | ----------------------- | -------------- | -------------------- | -------------------- |
| 1a etapa | 15 de ago | Å – Leknes            | etapa accidentada       | 182            | Mathieu van der Poel | Mathieu van der Poel |
| 2a etapa | 16 de ago | Henningsvær – Svolvær | etapa plana             | 168,5          | Bryan Coquard        | Mathieu van der Poel |
| 3a etapa | 17 de ago | Sortland              | etapa de mitja muntanya | 176,5          | Odd Christian Eiking | Warren Barguil       |
| 4a etapa | 18 de ago | Lødingen – Narvik     | etapa plana             | 166,5          | Markus Hoelgaard     | Aleksei Lutsenko     |

### Etapa 1
| \| Classificació de l'etapa \| Classificació de l'etapa \| Classificació de l'etapa \| Classificació de l'etapa \| Classificació de l'etapa \| \| Corredor \| Corredor \| Equip \| Temps \| \| \| ------------------------ \| ------------------------ \| ------------------------ \| ------------------------ \| ------------------------ \| \| 1r \| Mathieu van der Poel \| Corendon-Circus \| 3h 45' 14" \| \| \| 2n \| Danny van Poppel \| Team Jumbo-Visma \| + 0" \| \| \| 3r \| Andrea Pasqualon \| Wanty-Gobert \| + 0" \| \| \| 4t \| Benjamin Declercq \| Sport Vlaanderen-Baloise \| + 0" \| \| \| 5è \| Krists Neilands \| Israel Cycling Academy \| + 0" \| \| |                      |                          |            |
| |                      |                          |            |
| Font: ProCyclingStats |                      |                          |            |
| Classificació de l'etapa |                      |                          |            |
| Corredor | Corredor             | Equip                    | Temps      |
| 1r | Mathieu van der Poel | Corendon-Circus          | 3h 45' 14" |
| 2n | Danny van Poppel     | Team Jumbo-Visma         | + 0"       |
| 3r | Andrea Pasqualon     | Wanty-Gobert             | + 0"       |
| 4t | Benjamin Declercq    | Sport Vlaanderen-Baloise | + 0"       |
| 5è | Krists Neilands      | Israel Cycling Academy   | + 0"       |

| \| Classificació general \| Classificació general \| Classificació general \| Classificació general \| Classificació general \| \| Corredor \| Corredor \| Equip \| Temps \| \| \| --------------------- \| --------------------- \| --------------------------- \| --------------------- \| --------------------- \| \| 1r \| Mathieu van der Poel \| Corendon-Circus \| 3h 45' 04" \| \| \| 2n \| Aleksei Lutsenko \| Astana \| + 3" \| \| \| 3r \| Danny van Poppel \| Team Jumbo-Visma \| + 4" \| \| \| 4t \| Andrea Pasqualon \| Wanty-Gobert \| + 5" \| \| \| 5è \| Markus Hoelgaard \| Uno-X Norwegian Development \| + 6" \| \| |                      |                             |            |
| |                      |                             |            |
| Font: ProCyclingStats |                      |                             |            |
| Classificació general |                      |                             |            |
| Corredor | Corredor             | Equip                       | Temps      |
| 1r | Mathieu van der Poel | Corendon-Circus             | 3h 45' 04" |
| 2n | Aleksei Lutsenko     | Astana                      | + 3"       |
| 3r | Danny van Poppel     | Team Jumbo-Visma            | + 4"       |
| 4t | Andrea Pasqualon     | Wanty-Gobert                | + 5"       |
| 5è | Markus Hoelgaard     | Uno-X Norwegian Development | + 6"       |

### Etapa 2
| \| Classificació de l'etapa \| Classificació de l'etapa \| Classificació de l'etapa \| Classificació de l'etapa \| Classificació de l'etapa \| \| Corredor \| Corredor \| Equip \| Temps \| \| \| ------------------------ \| ------------------------ \| -------------------------- \| ------------------------ \| ------------------------ \| \| 1r \| Bryan Coquard \| Vital Concept-B&B Hotels \| 3h 15' 41" \| \| \| 2n \| Mathieu van der Poel \| Corendon-Circus \| + 0" \| \| \| 3r \| Christophe Laporte \| Cofidis, Solutions Crédits \| + 0" \| \| \| 4t \| August Jensen \| Israel Cycling Academy \| + 0" \| \| \| 5è \| Louis Bendixen \| Team Coop \| + 0" \| \| |                      |                            |            |
| |                      |                            |            |
| Font: ProCyclingStats |                      |                            |            |
| Classificació de l'etapa |                      |                            |            |
| Corredor | Corredor             | Equip                      | Temps      |
| 1r | Bryan Coquard        | Vital Concept-B&B Hotels   | 3h 15' 41" |
| 2n | Mathieu van der Poel | Corendon-Circus            | + 0"       |
| 3r | Christophe Laporte   | Cofidis, Solutions Crédits | + 0"       |
| 4t | August Jensen        | Israel Cycling Academy     | + 0"       |
| 5è | Louis Bendixen       | Team Coop                  | + 0"       |

| \| Classificació general \| Classificació general \| Classificació general \| Classificació general \| Classificació general \| \| Corredor \| Corredor \| Equip \| Temps \| \| \| --------------------- \| --------------------- \| --------------------------- \| --------------------- \| --------------------- \| \| 1r \| Mathieu van der Poel \| Corendon-Circus \| 7h 16' 09" \| \| \| 2n \| Aleksei Lutsenko \| Astana \| + 9" \| \| \| 3r \| Markus Hoelgaard \| Uno-X Norwegian Development \| + 9" \| \| \| 4t \| Andrea Pasqualon \| Wanty-Gobert \| + 11" \| \| \| 5è \| Christophe Laporte \| Cofidis, Solutions Crédits \| + 12" \| \| |                      |                             |            |
| |                      |                             |            |
| Font: ProCyclingStats |                      |                             |            |
| Classificació general |                      |                             |            |
| Corredor | Corredor             | Equip                       | Temps      |
| 1r | Mathieu van der Poel | Corendon-Circus             | 7h 16' 09" |
| 2n | Aleksei Lutsenko     | Astana                      | + 9"       |
| 3r | Markus Hoelgaard     | Uno-X Norwegian Development | + 9"       |
| 4t | Andrea Pasqualon     | Wanty-Gobert                | + 11"      |
| 5è | Christophe Laporte   | Cofidis, Solutions Crédits  | + 12"      |

### Etapa 3
| \| Classificació de l'etapa \| Classificació de l'etapa \| Classificació de l'etapa \| Classificació de l'etapa \| Classificació de l'etapa \| \| Corredor \| Corredor \| Equip \| Temps \| \| \| ------------------------ \| ------------------------ \| ------------------------ \| ------------------------ \| ------------------------ \| \| 1r \| Odd Christian Eiking \| Wanty-Gobert \| 4h 07' 32" \| \| \| 2n \| Warren Barguil \| Arkéa-Samsic \| + 5" \| \| \| 3r \| Aleksei Lutsenko \| Astana \| + 13" \| \| \| 4t \| Lilian Calmejane \| Total Direct Énergie \| + 17" \| \| \| 5è \| Krists Neilands \| Israel Cycling Academy \| + 17" \| \| |                      |                        |            |
| |                      |                        |            |
| Font: ProCyclingStats |                      |                        |            |
| Classificació de l'etapa |                      |                        |            |
| Corredor | Corredor             | Equip                  | Temps      |
| 1r | Odd Christian Eiking | Wanty-Gobert           | 4h 07' 32" |
| 2n | Warren Barguil       | Arkéa-Samsic           | + 5"       |
| 3r | Aleksei Lutsenko     | Astana                 | + 13"      |
| 4t | Lilian Calmejane     | Total Direct Énergie   | + 17"      |
| 5è | Krists Neilands      | Israel Cycling Academy | + 17"      |

| \| Classificació general \| Classificació general \| Classificació general \| Classificació general \| Classificació general \| \| Corredor \| Corredor \| Equip \| Temps \| \| \| --------------------- \| --------------------- \| ---------------------- \| --------------------- \| --------------------- \| \| 1r \| Warren Barguil \| Arkéa-Samsic \| 11h 23' 56" \| \| \| 2n \| Aleksei Lutsenko \| Astana \| + 3" \| \| \| 3r \| Krists Neilands \| Israel Cycling Academy \| + 15" \| \| \| 4t \| Lilian Calmejane \| Total Direct Énergie \| + 18" \| \| \| 5è \| Hugo Houle \| Astana \| + 30" \| \| |                  |                        |             |
| |                  |                        |             |
| Font: ProCyclingStats |                  |                        |             |
| Classificació general |                  |                        |             |
| Corredor | Corredor         | Equip                  | Temps       |
| 1r | Warren Barguil   | Arkéa-Samsic           | 11h 23' 56" |
| 2n | Aleksei Lutsenko | Astana                 | + 3"        |
| 3r | Krists Neilands  | Israel Cycling Academy | + 15"       |
| 4t | Lilian Calmejane | Total Direct Énergie   | + 18"       |
| 5è | Hugo Houle       | Astana                 | + 30"       |

### Etapa 4
| \| Classificació de l'etapa \| Classificació de l'etapa \| Classificació de l'etapa \| Classificació de l'etapa \| Classificació de l'etapa \| \| Corredor \| Corredor \| Equip \| Temps \| \| \| ------------------------ \| ------------------------ \| --------------------------- \| ------------------------ \| ------------------------ \| \| 1r \| Markus Hoelgaard \| Uno-X Norwegian Development \| 3h 35' 32" \| \| \| 2n \| Amund Grøndahl Jansen \| Team Jumbo-Visma \| + 0" \| \| \| 3r \| Aleksei Lutsenko \| Astana \| + 3" \| \| \| 4t \| Warren Barguil \| Arkéa-Samsic \| + 4" \| \| \| 5è \| Kristian Sbaragli \| Israel Cycling Academy \| + 4" \| \| |                       |                             |            |
| |                       |                             |            |
| Font: ProCyclingStats |                       |                             |            |
| Classificació de l'etapa |                       |                             |            |
| Corredor | Corredor              | Equip                       | Temps      |
| 1r | Markus Hoelgaard      | Uno-X Norwegian Development | 3h 35' 32" |
| 2n | Amund Grøndahl Jansen | Team Jumbo-Visma            | + 0"       |
| 3r | Aleksei Lutsenko      | Astana                      | + 3"       |
| 4t | Warren Barguil        | Arkéa-Samsic                | + 4"       |
| 5è | Kristian Sbaragli     | Israel Cycling Academy      | + 4"       |

## Classificació final
| \| Classificació general \| Classificació general \| Classificació general \| Classificació general \| Classificació general \| \| Corredor \| Corredor \| Equip \| Temps \| \| \| --------------------- \| --------------------- \| --------------------------- \| --------------------- \| --------------------- \| \| 1r \| Aleksei Lutsenko \| Astana \| 14h 59' 27" \| \| \| 2n \| Warren Barguil \| Arkéa-Samsic \| + 1" \| \| \| 3r \| Krists Neilands \| Israel Cycling Academy \| + 19" \| \| \| 4t \| Lilian Calmejane \| Total Direct Énergie \| + 23" \| \| \| 5è \| Hugo Houle \| Astana \| + 40" \| \| \| 6è \| Sindre Lunke \| Riwal Readynez \| + 42" \| \| \| 7è \| Markus Hoelgaard \| Uno-X Norwegian Development \| + 43" \| \| \| 8è \| Amund Grøndahl Jansen \| Team Jumbo-Visma \| + 51" \| \| \| 9è \| Enrico Gasparotto \| Dimension Data \| + 53" \| \| \| 10è \| Steven Cummings \| Dimension Data \| + 1' 12" \| \| |                       |                             |             |
| |                       |                             |             |
| Font: ProCyclingStats |                       |                             |             |
| Classificació general |                       |                             |             |
| Corredor | Corredor              | Equip                       | Temps       |
| 1r | Aleksei Lutsenko      | Astana                      | 14h 59' 27" |
| 2n | Warren Barguil        | Arkéa-Samsic                | + 1"        |
| 3r | Krists Neilands       | Israel Cycling Academy      | + 19"       |
| 4t | Lilian Calmejane      | Total Direct Énergie        | + 23"       |
| 5è | Hugo Houle            | Astana                      | + 40"       |
| 6è | Sindre Lunke          | Riwal Readynez              | + 42"       |
| 7è | Markus Hoelgaard      | Uno-X Norwegian Development | + 43"       |
| 8è | Amund Grøndahl Jansen | Team Jumbo-Visma            | + 51"       |
| 9è | Enrico Gasparotto     | Dimension Data              | + 53"       |
| 10è | Steven Cummings       | Dimension Data              | + 1' 12"    |

## Evolució de les classificacions
| Etapa | Vencedor             | Classificació general | Classificació per punts | Classificació de la muntanya | Classificació dels joves | Classificació per equips | Combativitat            |
| ----- | -------------------- | --------------------- | ----------------------- | ---------------------------- | ------------------------ | ------------------------ | ----------------------- |
| 1     | Mathieu van der Poel | Mathieu van der Poel  | Mathieu van der Poel    | Steve Cummings               | Mathieu van der Poel     | Sport Vlaanderen-Baloise | Alexey Lutsenko         |
| 2     | Bryan Coquard        | Mathieu van der Poel  | Mathieu van der Poel    | Steve Cummings               | Mathieu van der Poel     | Sport Vlaanderen-Baloise | Erik Resell             |
| 3     | Odd Christian Eiking | Warren Barguil        | Mathieu van der Poel    | Steve Cummings               | Krists Neilands          | Astana Qazaqstan Team    | Erlend Jordbrekk Blikra |
| 4     | Markus Hoelgaard     | Alexey Lutsenko       | Alexey Lutsenko         | Odd Christian Eiking         | Krists Neilands          | Astana Qazaqstan Team    | Jonas Iversby Hvideberg |
| Final | Final                | Alexey Lutsenko       | Alexey Lutsenko         | Odd Christian Eiking         | Krists Neilands          | Astana Qazaqstan Team    | no entregat             |